# Course de la Paix 2006

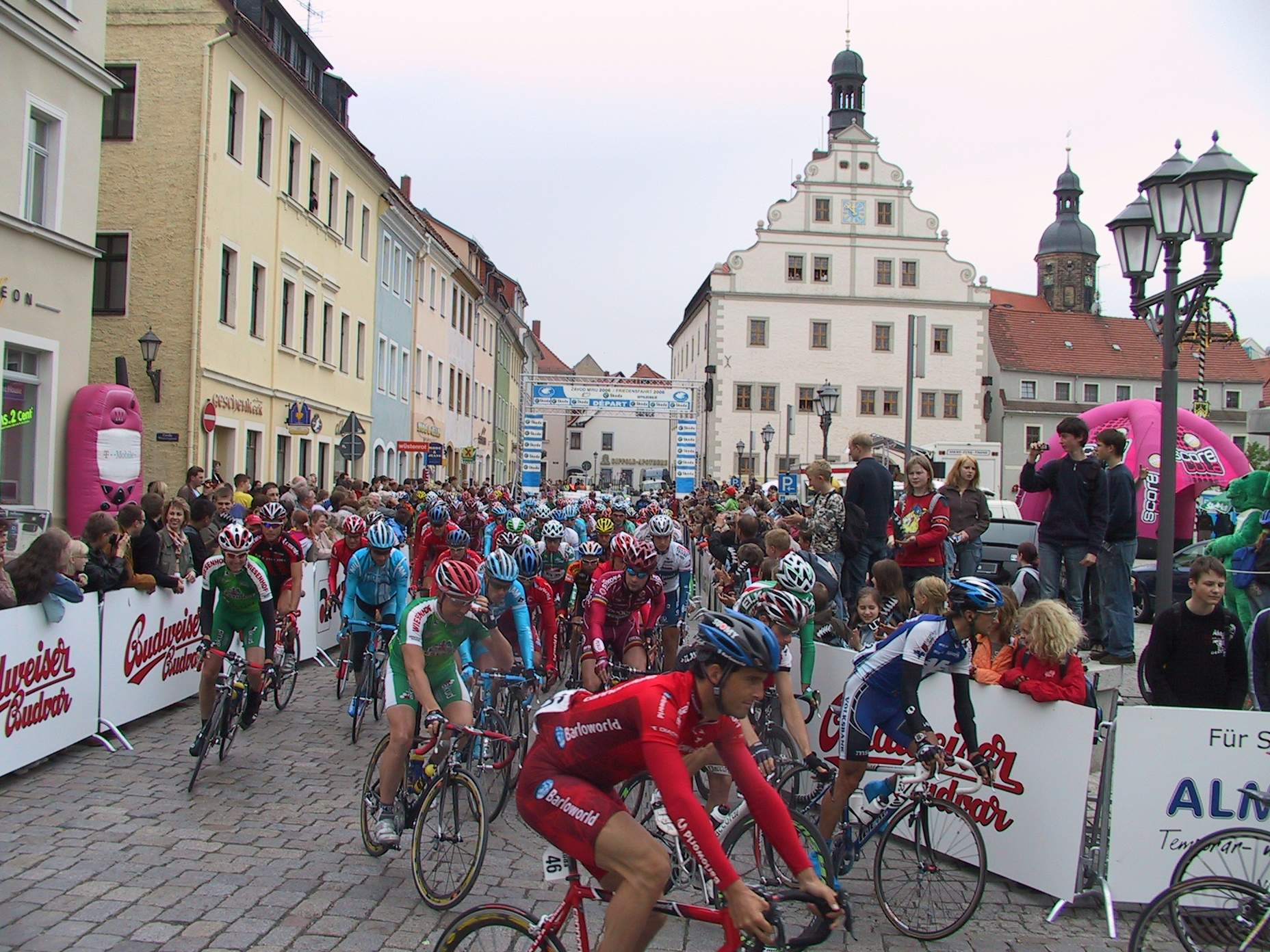
Le peloton à Dippoldiswalde

La Course de la Paix 2006 est la 58e et dernière édition de la Course de la Paix. La compétition s'est déroulée du 13 au 20 mai 2006. La course comporte 8 étapes tracées entre Linz (Autriche), Karlovy Vary (République tchèque) et Hanovre (Allemagne). Elle fait partie de l'UCI Europe Tour 2006 en catégorie 2.HC.

## Étapes
| # | Date   | Villes étapes                          | km  | Vainqueur           | Leader              |
| - | ------ | -------------------------------------- | --- | ------------------- | ------------------- |
| 1 | 13 mai | Linz (AUT) - Schrems (AUT)             | 145 | Baden Cooke         | Baden Cooke         |
| 2 | 14 mai | Schrems (AUT) - Ceske Budejovice (CZE) | 177 | Danilo Hondo        | Danilo Hondo        |
| 3 | 15 mai | Beroun (CZE) - Karlovy Vary (CZE)      | 176 | Danilo Hondo        | Danilo Hondo        |
| 4 | 16 mai | Karlovy Vary (CZE) - Teplice (CZE)     | 176 | Marco Serpellini    | Cristian Gasperoni  |
| 5 | 17 mai | Bílina (CZE) - Altenberg (GER)         | 141 | Kanstantsin Siutsou | Kanstantsin Siutsou |
| 6 | 18 mai | Dippoldiswalde (GER) - Meerane (GER)   | 172 | Erwin Thijs         | Giampaolo Cheula    |
| 7 | 19 mai | Delitzsch (GER) - Thale (GER)          | 193 | Lubor Tesař         | Giampaolo Cheula    |
| 8 | 20 mai | Wernigerode (GER) - Hanovre (GER)      | 132 | Torsten Schmidt     | Giampaolo Cheula    |

## Classement général
|     | Cycliste              | Équipe                  |    | Temps            |
| --- | --------------------- | ----------------------- | -- | ---------------- |
| 1.  | Giampaolo Cheula      | Barloworld              | en | 31 h 36 min 46 s |
| 2.  | Andrea Tonti          | Acqua & Sapone          | +  | 6 s              |
| 3.  | Cristian Gasperoni    | Naturino-Sapore di Mare |    | 6 s              |
| 4.  | Kanstantsin Siutsou   | Acqua & Sapone          |    | 23 s             |
| 5.  | Carlos García Quesada | Unibet.com              |    | 31 s             |
| 6.  | Massimo Giunti        | Naturino-Sapore di Mare |    | 38 s             |
| 7.  | Manuele Spadi         | Ceramica Flaminia       |    | 56 s             |
| 8.  | Marco Serpellini      | Unibet.com              |    | 57 s             |
| 9.  | Félix Cárdenas        | Barloworld              |    | 1 min 26 s       |
| 10. | Martin Mareš          | Naturino-Sapore di Mare |    | 1 min 43 s       |

## Classements annexes
|   | Cycliste          | Points |
| - | ----------------- | ------ |
| 1 | Danilo Hondo      | 63     |
| 2 | Andrea Tonti      | 51     |
| 3 | Sebastian Siedler | 49     |

|   | Cycliste           | Points |
| - | ------------------ | ------ |
| 1 | Przemysław Niemiec | 29     |
| 2 | Marco Serpellini   | 12     |
| 3 | Thomas Rohregger   | 12     |

|   | Cycliste            | Temps               |
| - | ------------------- | ------------------- |
| 1 | Kanstantsin Siutsou | en 31 h 37 min 09 s |
| 2 | Martin Mareš        | + 1 min 20 s        |
| 3 | Jan Bárta           | + 2 min 54 s        |

|   | Équipe            | Pays     | Temps               |
| - | ----------------- | -------- | ------------------- |
| 1 | Unibet.com        | Belgique | en 84 h 42 min 52 s |
| 2 | Acqua & Sapone    | Italie   | + 5 min 32 s        |
| 3 | Ceramica Flaminia | Italie   | + 9 min 01 s        |